# Lubcza (województwo świętokrzyskie)
Lubcza – wieś w Polsce, położona w województwie świętokrzyskim, w powiecie jędrzejowskim, w gminie Wodzisław. Leży przy DW768.
W latach 1954–1972 wieś należała i była siedzibą władz gromady Lubcza. W latach 1975–1998 miejscowość administracyjnie należała do województwa kieleckiego.

## Części wsi
| SIMC    | Nazwa    | Rodzaj     |
| ------- | -------- | ---------- |
| 0279083 | Ewcin    | kolonia    |
| 0279090 | Janów    | kolonia    |
| 0279108 | Krysin   | przysiółek |
| 1016606 | Krzaki   | część wsi  |
| 1016718 | Zarzecze | część wsi  |

## Zabytki
Zespół parkowo-pałacowo Wielowieyskich, w czasie reformacji znajdował się w nim zbór kalwiński. W 2013 obiekt został sprzedany.
Zespół pałacowy – pałac z III ćw. XIX w. i park z XIX w., został wpisany do rejestru zabytków nieruchomych (nr rej.: A.162/1-2 z 19.12.1957 i z 19.01.1973).